# 1901

## Esdeveniments
Països Catalans

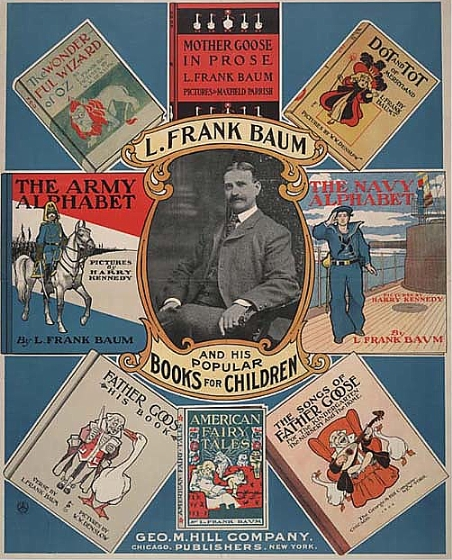
Llibres anglesos de 1901

- 15 d'agost, Alaró, Mallorca: la llum elèctrica arriba a l'illa per primera vegada.[1]
- Sants, Barcelona: Es funda la cooperativa de consum La Model del Segle XX.

Resta del món
- 10 de gener: Comença l'explotació de petroli a Texas.[2]
- 8 de juny, primer matrimoni homosexual a Espanya dut a terme per dues mestres: Marcela Gracia Ibeas i Elisa Sánchez Loriga, dut a terme a La Corunya (Galícia).[3]
- 6 de setembre, Buffalo, estat de Nova York, EUA: A l'exposició Pan-Americana, l'anarquista Leon Czolgosz fereix el President dels Estats Units William McKinley, el qual morirà al cap de 8 dies.
- 14 de setembre: Theodore Roosevelt assumeix la presidència dels Estats Units després de l'assassinat de William McKinley.
- 29 d'octubre: Barcelona: s'inaugura el funicular al Tibidabo.[4]
- S'estrena la pel·lícula The Countryman and the Cinematograph

### Premis Nobel
- Física: Wilhelm Conrad Röntgen
- Química : Jacobus Henricus van´t Hoff
- Medicina o Fisiologia : Emil von Behring
- Literatura: Sully Prudhomme
- Pau: Jean Henri Dunant; Frédéric Passy

## Naixements
Països Catalans
- 21 de gener - Barcelona: Ricard Zamora, porter de futbol català.
- 30 de gener - la Bisbal d'Empordà: Llucieta Canyà i Martí, escriptora i conferenciant (m. 1980).[5]
- 10 de febrer - Eaux-Vives, Ginebra: Ninon Collet, joiera, orfebre, pintora i ceramista suïssa establerta a Barcelona (m. 1973).[6]
- 23 de febrer - Bella Dorita, vedet instal·lada a Barcelona, referent del Paral·lel (m. 2001).[7]
- 24 de febrer - Terrassa: Rosa Puig i Llonch, compositora, pianista, professora (m.1999).[8]
- 26 de febrer - Barcelona: Ramon Calsina i Baró, pintor i dibuixant català.
- 7 de març - Barcelona: Montserrat Campmany i Cortés, pianista i compositora catalana (m. 1995).[9]
- 8 de març - la Guàrdia Lada: Ramon Balcells i Basomba, metge sabadellenc.
- 20 de març - Ciutadella de Menorca: Catalina Llabrés Piris, primera dona farmacèutica de les Illes Balears (m. 1985).[10]
- 24 de març - Vila-real: Manuel Calduch i Almela, farmacèutic i botànic valencià
- 26 de març - Sabadell: Josep Maria Marcet i Coll, alcalde de Sabadell entre 1940 i 1960.
- 5 d'abril - Baltimore: Hattie Elizabeth Alexander, pediatra i microbiòloga estatunidenca (m. 1968).[11]
- 13 d'abril - Barcelona: Josep Amat i Pagès, pintor català (m. 1991).[12]
- 15 de maig, Barcelona: Adi Enberg, periodista, poliglota, aventurera i espia, companya intermitent de Josep Pla (m. 1989).[13]
- 13 d'agost - Barcelona: Maria del Carme Nicolau Massó, escriptora, periodista i traductora catalana (m. 1990).[14]
- 14 d'agost - Barcelonaː Mercè Comaposada i Guillén, militant feminista i anarquista catalana, escriptora i advocada̟ (m. 1994).[15]
- 21 de setembre - Ribera Alta: Concha Bañuls, soprano.
- 9 d'octubre - Barcelona: Tomàs Garcés i Miravet, advocat, poeta, traductor i professor universitari català.
- 12 d'octubre - Palma: Cristina Valls Aguiló, actriu mallorquina (m. 1982).[16]
- 15 de novembre - València: Felip Mateu i Llopis, bibliotecari i historiador valencià.
- 22 de novembre - Sagunt: Joaquín Rodrigo Vidre, compositor i pianista valencià (m. 1999).
- 6 de desembre - Verges: Maria Perpinyà i Sais, poeta, periodista i traductora catalana (m. 1994).[17]
- Barcelona: Manuel Bassa i Armengol, heraldista i sigil·lògraf.
- Barcelona: Núria Solé i Ventura, esmaltadora de vidre i ceramista catalana.[18]
- Barcelona: Soledad Martínez García, pintora catalana (m. 1996).[19]

Resta del món
- 11 de gener, Newark (Nova Jersey): Earl Baldwin, guionista i productor de cinema estatunidenc.
- 16 de gener, Banes, Cuba: Fulgencio Batista, militar i polític cubà, cap d'estat de 1923 a 1959.[20]
- 21 de gener, Mülheim del Ruhr, Imperi Alemany: Clara Eleonore Stinnes, corredora de cotxe coneguda per ser la primera dona a donar la volta a món en cotxe
- 28 de gener, Madrid: Isabel Garcés Cerezal, actriu espanyola (m. 1981).[21]
- 31 de gener, Madrid: Jimena Menéndez-Pidal Goyri, pedagoga espanyola (m. 1990).[22]
- 3 de febrer, Xalamera, Baix Cinca: Ramón J. Sender, escriptor aragonès
- 7 de febrer, Valença, Rio de Janeiro: Clementina de Jesus, cantant brasilera (m. 1987).[23]
- 28 de febrer, Portland EUA: Linus Pauling, químic i físic estatunidenc, Premi Nobel de Química (1954) i de la Pau (1962).
- 2 de març, Bremen: Grete Hermann, matemàtica i filòsofa alemanya que treballà en la teoria quàntica (m. 1984).[24]
- 27 de març, Tabuse, Yamaguchi, Japó: Eisaku Satō, polític japonès, Primer Ministre del Japó (1964-1972), Premi Nobel de la Pau de l'any 1974
- 28 de març, Estocolm, Suècia: Marta de Suècia, Princesa de Suècia que, pel seu matrimoni, esdevingué princesa hereva de Noruega.[25]
- 1 d'abril, Almudévar, Espanya: Francisco Ascaso Abadía, anarcosindicalista espanyol, militant de la Confederació Nacional del Treball (m. 1936).[26]
- 13 d'abril, París (França): Jacques Lacan, psiquiatre i psicoanalista francès (m. 1981).[27]
- 29 d'abril, Tòquio, Imperi Japonès: Hirohito, emperador del Japó (m. 1989).[28]
- 30 d'abril,- Pinsk (Rússia): Simon Kuznets, economista, Premi Nobel d'Economia de 1971 (m. 1985).[29]
- 18 de maig - Chicago, Michigan, EUA: Vincent du Vigneaud, bioquímic, Premi Nobel de Química de 1955 (m. 1978).[30]
- 20 de maig, Watergrafsmeer, Països Baixos: Max Euwe, escaquista holandès (m. 1981).[31]
- 21 de maig, Gant, Bèlgica: Suzanne Lilar, dramaturga, assagista i novel·lista belga flamenca d'expressió francesa (m. 1992).[32]
- 10 de juny, Berlín (Alemanya): Frederick Loewe, compositor estatunidenc d'origen austríac (m. 1988).[33]
- 24 de juny, Oakland, Califòrnia (EUA): Harry Partch, compositor estatunidenc (m. 1974).[33]
- 29 de juny, Providence (Rhode Island), Estats Units: Nelson Eddy, cantant d'òpera i actor estatunidenc[34]
- 3 de juliol, East Liverpool, Ohio: Ruth Crawford Seeger, compositora nord-americana, especialista en música popular (m. 1953).[35]
- 7 de juliol, Sora, Itàlia: Vittorio de Sica, director de cinema neorealista italià i actor (m. 1974).[36]
- 9 de juliol, Edgbaston, Birmingham, Anglaterra: Barbara Cartland, escriptora anglesa (m. 2000).[37]
- 16 de juliol, Ivànovo (Rússia): Anna Barkova, poetessa soviètica, periodista, dramaturga, assagista (m. 1976).[38]
- 31 de juliol, Le Havre (França): Jean Dubuffet, pintor i escultor francès (m. 1985)[39]
- 3 d'agost, Zuzela (Polònia):Stefan Wyszyński, prelat polonès de l'Església catòlica romana (m. 1981).[28]
- 4 d'agost, Nova Orleans, Louisiana, EUA: Louis Armstrong, músic i cantant de jazz nord-americà.[40]
- 8 d'agost, Canton, Dakota del Sud, Estats Units: Ernest Lawrence, físic estatunidenc, premi Nobel de Física l'any 1939 (m. 1958).[41]
- 14 d'agost, Allahabad, Índiaː Julia Strachey, escriptora anglesa (m. 1979).[42]
- 20 d'agost, Modica, Sicília, Itàlia: Salvatore Quasimodo, poeta i periodista, Premi Nobel de Literatura de 1959 (m. 1968).[43]
- 9 de setembre, Mazir, Imperi Rus: Berta Singerman, cantant i actriu argentina (m. 1998).[44]
- 22 de setembre, Halifax, Canadà: Charles Brenton Huggins, metge canadenc, Premi Nobel de Medicina o Fisiologia de l'any 1966
- 23 de setembre, Praga, Imperi Austrohongarès: Jaroslav Seifert, poeta i periodista txec, Premi Nobel de Literatura de l'any 1984
- 25 de setembre, Bromon e la Mota, França: Robert Bresson, cineasta francès.
- 29 de setembre, Roma (Itàlia): Enrico Fermi, físic italià, Premi Nobel de Física de 1938 (m. 1954).[45]
- 2 d'octubre, Châtillon-sur-Seine: Alice Prin, pintora, actriu, model, cantant de cabaret francesa.[46]
- 3 de novembre, Brussel·les (Bèlgica): Leopold III de Bèlgica, rei dels belgues des de 1934 fins a 1951 (m. 1983).[28]
- 19 de novembre, Moscou: Nina Bari, matemàtica soviètica coneguda pel seu treball sobre sèries trigonomètriques (m. 1961).[47]
- 5 de desembre, Nevada: Milton Erickson, metge i hipnoterapeuta
- 5 de desembre, Chicago, Illinois, EUA: Walt Disney, productor i director de cinema estatunidenc (m. 1966).[48]
- 14 de desembre, Palau Reial de Tatoi, Atenes, Grècia: Pau I de Grècia, rei de Grècia des del 1947 al 1964.
- 16 de desembre, Filadèlfia: Margaret Mead, etnòloga, antropòloga, professora universitària i investigadora pionera estatunidenca.[49]
- 27 de desembre, Berlín, Alemanya: Marlene Dietrich, actriu i cantant alemanya
- França: Louis Corman, psiquiatre.

## Necrològiques
Països Catalans
- 14 de gener - Madrid: Víctor Balaguer i Cirera, polític liberal, escriptor romàntic i historiador català (n. 1824).
- 17 de febrer - París: Carles Casagemas i Coll, pintor català (n. 1880).
- 25 de febrer - Cartagena: José Rogel Soriano, compositor de sarsuela valencià (n. 1829).
- 28 d'abril - Sabadell: Joan Massagué i Vilarrúbias, alcalde de Sabadell.
- 8 de juliol - Barcelona: Joan Mañé i Flaquer, periodista i escriptor català (n. 1823).[50]
- 26 de novembre - París: Antoni Gisbert i Pérez, pintor valencià (n. 1834).
- 17 de desembre - Sant Andreu de Palomar: Pare Manyanet, eclesiàstic català, fundador dels instituts de Fills de la Sagrada Família (n. 1833).
- 29 de novembre - Madrid: Francesc Pi i Margall, president de la Primera República Espanyola i President del consell de Ministres.

Resta del món
- 21 de gener, Barnesville, Ohio, EUA: Elisha Gray, inventor del telèfon (n. 1835).
- 22 de gener, Illa de Wight: Victòria I del Regne Unit, reina del Regne Unit de la Gran Bretanya i d'Irlanda (n.1819).[51]
- 27 de gener, Milà, Regne d'Itàlia: Giuseppe Verdi, compositor italià (n. 1813).
- 11 de febrer, Madrid: Ramón de Campoamor, un poeta romàntic asturià.

- 8 de març, Anvers, Bèlgica: Peter Benoit, compositor.
- 13 de març, Indianapolis, Indiana (EUA): Benjamin Harrison, 23è president dels Estats Units (n. 1833)
- 14 de març, París: Henriette Browne, pintora orientalista francesa (n. 1829).[52]

- 25 d'abril, Oviedo, Astúries: Leopoldo Alas, àlies Clarín, periodista i escriptor espanyol (n. 1852).
- 24 de maig: Charlotte Yonge, novel·lista (n. 1823).[53]
- 30 de maig, París (França): Théodore-Joseph Boudet de Puymaigre, folklorista i historiador de la literatura francès (n. 1816).[54]
- 13 de juny, Oviedo, Astúries: Leopoldo Alas, Clarín, periodista i escriptor espanyol (n. 1852).[55]
- 7 de juliol:
  - Ixelles: Euphrosine Beernaert, pintora de paisatge neerlandesa (n. 1831).[56]
  - Zúric (Suïssa): Johanna Spyri, escriptora suïssa, coneguda mundialment pel seu conte de Heidi (n. 1827).[57]
- 19 de juliol, Saint Albans, Anglaterra: Eleanor Anne Ormerod, entomòloga britànica (m. 1828).[58]
- 9 de setembre, Castell de Malromé, França: Henri de Toulouse-Lautrec, pintor francès (n. 1864).
- 14 de setembre, Buffalo, estat de Nova York, EUA: William McKinley, president dels Estats Units, després de ser ferit vuit dies abans per l'anarquista Leon Czolgosz a l'Exposició Pan-Americana (n. 1843).[59]
- 6 de novembre, Frognal, Londres, Anglaterra: Kate Greenaway, artista anglesa famosa per les il·lustracions de llibres infantils (n. 1846).[60]
- 7 de novembre, Pequín (Xina): Li Hongzhang, militar, polític i diplomàtic xinès (n. 1823).[61]
- 26 de novembre, París, França: Antoni Gisbert i Pérez, pintor valencià (n. 1834).
- 25 de desembre, Múnic: Josef Rheinberger, compositor i pedagog alemany.
- 22 de gener, Illa de Wight: Regne Unit, mort reina Victòria als 81 anys.